# Crisi finanziaria spagnola del 2008-2014
La crisi spagnola del 2008-2014 o crisi immobiliare spagnola del 2008 fa parte della crisi finanziaria del 2008. In Spagna la crisi è stata generata dai prestiti a lungo termine, l'esplosione del mercato immobiliare che ha incluso anche la bancarotta di grandi società, e un grave incremento della disoccupazione che ha raggiunto il 21,4% nell'ottobre 2014.
La Spagna ha continuato la sua crescita economica quando il partito governante cambiò nel 2004, mantenendo una solida crescita del PIL durante il primo mandato di José Luis Rodríguez Zapatero, sebbene fossero evidenti alcuni fondamentali problemi dell'economia spagnola.
Secondo il Financial Times, vi era deficit commerciale enorme della Spagna (che ha raggiunto l'incredibile cifra di 10% del PIL del paese entro l'estate del 2008), la "perdita di competitività nei confronti dei suoi principali partner commerciali" e, anche, come parte di quest'ultimo, un tasso di inflazione che era stato tradizionalmente più alti di quelli dei suoi partner europei, a quei tempi soprattutto influenzato da aumenti dei prezzi delle case del 150% dal 1998 e un indebitamento crescente famiglia (115%), principalmente legati al boom immobiliare spagnolo e dall'impennata dei prezzi del petrolio.
La previsione ufficiale del governo spagnolo a riguardo della crescita del PIL nell'aprile 2008 era del 2,3%. Questo dato è stato successivamente rivisto al ribasso dal Ministero spagnolo dell'Economia a 1,6. Questa cifra sembrava meglio di quelli della maggior parte degli altri paesi sviluppati. In realtà, questo tasso efficacemente rappresentava il PIL stagnante per persona a causa della crescita della popolazione della Spagna, dovuto a una forte immigrazione. Attualmente la maggior parte dei previsori indipendenti stimano che il tasso è stato in realtà circa lo 0,8%, di gran lunga al di sotto del 3% e dei più forti tassi di crescita del PIL nel decennio 1997-2007. Poi, durante il terzo trimestre del 2008 il PIL nazionale si contrae per la prima volta in 15 anni e, nel febbraio 2009, è stato confermato che la Spagna, insieme alle altre economie europee, era ufficialmente entrata in recessione.